# All About Eve (opera teatrale)
All About Eve è la riduzione teatrale del film Eva contro Eva (1950) di Joseph L. Mankiewicz, la cui sceneggiatura originale, riadattata dal regista e drammaturgo belga Ivo van Hove, serve come testo della pièce. Il dramma è andato in scena in prima assoluta a Londra nel 2019. Il film di Mankiewicz era già stato adattato per le scene nel 1970 nel musical Applause con libretto di Betty Comden e Adolph Green, versi di Lee Adams e musica di Charles Strouse, rimasto in scena per quasi novecento repliche a Broadway con Lauren Bacall nel ruolo di Margo.

## Trama
Margo Channing è una delle più grandi star di Broadway ma, non più giovanissima, si preoccupa per il futuro della sua carriera sulle scene. Una sera dopo aver recitato nella pièce "Aged in Wood", l'amica Karen Richards le porta in camerino la giovane Eve Harrington, una devotissima ammiratrice che aspettava la grande diva all'uscita degli artisti. Eve fa colpo su Margo, Karen ed il marito Lloyd, la cameriera Birdie ed il fidanzato della star, Bill Sampson, per la sua sincera ammirazione per la Channing e per la sua triste storia: Eva ha infatti perso il marito durante la guerra. Intrigata dalla giovane, Margo la invita a casa anche se Birdie sospetta il tempismo e l'onestà di Eve. Eve diventa presto indispensabile per Margo, che comincia a sentirsi però minacciata dalla giovane e prova a liberarsene relegandola in un lavoro d'ufficio. Ma Eve si fa assumere come sostituta di Margo e, con la complicità di Karen, va in scena una sera in cui la star ha altri impegni: all'insaputa di Karen, Eve ha invitato i maggiori critici teatrali di New York, che lodano la sua interpretazione e accusano Margo di non lasciare spazio ai nuovi talenti.
Quella sera Bill e Margo annunciano il loro fidanzamento ed Eve prova a ricattare Karen, minacciandole di rivelare alla diva il suo ruolo dell'improvviso successo di Eve come sostituta se la donna non le farà avere il ruolo da protagonista nella successiva opera teatrale del marito. Ma, con grande sorpresa dei presenti, Margo rinuncia volontariamente al ruolo, preferendo restare nel dramma in cui sta recitando. Durante il rodaggio prima del debutto a Broadway della nuova commedia, Eva rivela ad Addison DeWitt, critico e suo alleato, la sua prossima mossa: sedurre Lloyd per farsi scrivere grandi ruoli. Ma Addison ha scoperto il passato di Eva, che non è mai stata sposata, si chiama in realtà Gertrude Slescynski e che ha dovuto lasciare la sua città natale dopo uno scandalo sessuale. Il critico inoltre le proibisce di andare oltre con Lloyd, dato che ormai Eve è costretta a fare tutto quello che Addison vuole da lei.
Passato un anno, Eve è ormai una grande star di Broadway prossima al debutto a Hollywood. Dopo aver accettato un importante riconoscimento teatrale di fronte a dei gelidi Bill, Margo, Lloyd e Karen, Eve torna nella sua camera d'albergo; qui incontra la giovanissima Phoebe, che le confessa la sua grande ammirazione. Colpita dalla giovane, Eve la assume e va a riposarsi mentre la ragazza le prepara i bagagli. Rimasta sola, Phoebe indossa l'abito di Eve e finge davanti allo specchio di accettare il premio appena vinto dall'attrice: un nuovo ciclo di adulazione e tradimento ha inizio.

## Storia dello spettacolo
Nell'aprile 2017 Baz Bamigboye del Daily Mail annunciò un imminente adattamento teatrale del film Eva contro Eva, con Ivo van Hove alla regia e Cate Blanchett nel ruolo di Margo. La Blanchett successivamente abbandonò il progetto nel marzo del 2018, a causa di precedenti impegni contrattuali. Nel settembre dello stesso anno fu annunciato che Gillian Anderson avrebbe rimpiazzato l'attrice australiana nel ruolo di Margo e che Lily James avrebbe ricoperto il ruolo di Eve, la parte interpretata da Anne Baxter nel film originale. Nello stesso mese il resto del cast fu annunciato: Julian Ovenden (Bill Sampson), Monica Dolan (Karen Richards), Sheila Reid (Birdie), Rhashan Stone (Lloyd Richards), Stanley Townsend (Addison DeWitt), Ian Drysdale (Max Fabian), Tsion Habte (Phoebe), Jessie Mei Li (Claudia Casswell) e Philip Voyzey (pianista). Prodotta da Sonia Friedman, la pièce va in scena al Noel Coward Theatre del West End londinese dal 2 febbraio all'11 maggio 2019, con il debutto ufficiale fissato per il 12 febbraio. PJ Harvey ha curato la colonna sonora, An D'Huys i costumi e Jan Versweyveld le luci.
Le recensioni sono state generalmente positive. Le interpretazioni delle protagoniste sono state apprezzate dai critici, soprattutto quella di Monica Dolan nel ruolo che fu di Celeste Holm, così come la colonna sonoda di PJ Harvey, ispirata a Sogno d'amore di Liszt.. Altre testate cartacee e virtuali, come The Stage e The New York Times lamentarono invece un'inferiorià del dramma rispetto al film originale, causata soprattutto dallo stile brechtiano della regia di van Hove. Per la sua interpretazione, Monica Dolan ha vinto il Laurence Olivier Award alla miglior attrice non protagonista, mentre Gillian Anderson ha ricevuto una candidatura al Laurence Olivier Award alla miglior attrice.